# Major League Soccer (2001)
Major League Soccer w roku 2001 był szóstym sezonem tych rozgrywek. Po raz pierwszy w historii mistrzem MLS został klub San Jose Earthquakes, natomiast wicemistrzem Los Angeles Galaxy.

## Sezon zasadniczy

### Dywizja Centralna
| #  | Drużyna       | M  | Z  | R | P  | Bramki | Punkty | Uwagi    |
| -- | ------------- | -- | -- | - | -- | ------ | ------ | -------- |
| 1. | Chicago Fire  | 27 | 16 | 6 | 5  | 50:29  | 54     | Play Off |
| 2. | Columbus Crew | 26 | 12 | 7 | 7  | 48:36  | 43     | Play Off |
| 3. | Dallas Burn   | 26 | 9  | 6 | 11 | 47:47  | 33     | Play Off |
| 4. | FC Tampa Bay  | 27 | 4  | 3 | 20 | 32:67  | 15     |          |

### Dywizja Wschodnia
| #  | Drużyna                | M  | Z  | R | P  | Bramki | Punkty | Uwagi    |
| -- | ---------------------- | -- | -- | - | -- | ------ | ------ | -------- |
| 1. | Miami Fusion           | 26 | 16 | 5 | 5  | 57:36  | 53     | Play Off |
| 2. | MetroStars             | 26 | 13 | 3 | 10 | 38:35  | 42     | Play Off |
| 3. | D.C. United            | 26 | 8  | 3 | 15 | 42:49  | 27     |          |
| 4. | New England Revolution | 27 | 6  | 7 | 14 | 34:52  | 25     |          |

### Dywizja Zachodnia
| #  | Drużyna              | M  | Z  | R | P  | Bramki | Punkty | Uwagi    |
| -- | -------------------- | -- | -- | - | -- | ------ | ------ | -------- |
| 1. | San Jose Earthquakes | 26 | 13 | 6 | 7  | 47:29  | 45     | Play Off |
| 2. | Los Angeles Galaxy   | 26 | 12 | 7 | 7  | 50:36  | 43     | Play Off |
| 3. | Kansas City Wizards  | 27 | 11 | 4 | 12 | 33:52  | 37     | Play Off |
| 4. | Colorado Rapids      | 26 | 5  | 9 | 12 | 36:46  | 24     |          |

Aktualne na 23 marca 2018. Źródło:
Zasady ustalania kolejności: 1. liczba zdobytych punktów; 2. różnica zdobytych bramek; 3. większa liczba zdobytych bramek.

## Play off
W ćwierćfinale i półfinale rywalizacja odbywała się do zdobycia przez zwycięską drużynę, rozgrywano w zależności od potrzeby 2 lub 3 mecze pomiędzy zespołami z pary. Jeśli mecz kończył się remisem rozgrywano klasyczną dogrywkę 2 x 15 minut. Gdy dogrywka zakończyła się remisem mecz kończył się remisem nie rozgrywano rzutów karnych. Gdy po 3 meczach zachodził remis w punktach rozgrywano dogrywkę 2 x 15 minut z zasadą złotej bramki która decydowała o awansie. Gdy ta skończyła się remisem rozgrywano konkurs jedenastek.
Zasada punktowania:
- zwycięstwo - 3 punkty
- remis - 1 punkt
- porażka - 0 punktów

### Ćwierćfinał

#### Para nr 1
| 120 września 2001                                                             | Chicago Fire | 2:0   | Dallas Burn |                                                                          |
|                                                                               | Carlos Bocanegra 40' · Evan Whitfield 90'                                                                                                   | (1:0) |             | Soldier Field, Chicago, Illinois Widzów: 8 314 Sędzia: Augusto St. Silva |
| Ante Razov 14' · Carlos Bocanegra 28' · Diego Gutiérrez 55' · Sergi Daniv 90' | 15' Óscar Pareja · 30' Jorge Rodríguez · 69' Jason Kreis · 79' Ariel Graziani · 89' Antonio Martínez · 90' Matt Jordan · 90' Richard Farrer | (1:0) |             | Soldier Field, Chicago, Illinois Widzów: 8 314 Sędzia: Augusto St. Silva |

| 223 września 2001                | Dallas Burn                                                    | 1:1   | Chicago Fire      |                                                                |
|                                  | Chad Deering 27'                                               | (1:0) | 84' Jamar Beasley | Cotton Bowl, Dallas, Teksas Widzów: 17 149 Sędzia: Kevin Stott |
| Paul Broome 5' · Bobby Rhine 46' | 26' Dema Kovalenko · 56' Diego Gutiérrez · 72' David Vaudreuil | (1:0) |                   | Cotton Bowl, Dallas, Teksas Widzów: 17 149 Sędzia: Kevin Stott |

| 329 września 2001                                                                 | Chicago Fire | 2:0   | Dallas Burn |                                                                     |
|                                                                                   | Dema Kovalenko 17' · Chris Armas 55'                                                                             | (1:0) |             | Soldier Field, Chicago, Illinois Widzów: 12 811 Sędzia: Tim Weyland |
| Chris Armas 7' · Diego Gutiérrez 25' · Carlos Bocanegra 74' · David Vaudreuil 90' | 30' Chad Deering · 34' Ariel Graziani · 45' Paul Broome · 68' Ryan Suarez · 73' Ołeksij Korol · 75' Óscar Pareja | (1:0) |             | Soldier Field, Chicago, Illinois Widzów: 12 811 Sędzia: Tim Weyland |

Rywalizacje wygrało Chicago Fire wynikiem 5:1.

#### Para nr 2
| 122 września 2001 | Miami Fusion                             | 2:0   | Kansas City Wizards |                                                                              |
|                   | Diego Serna 28' · Alex Pineda Chacón 53' | (1:0) |                     | Lockhart Stadium, Fort Lauderdale, Floryda Widzów: 6 281 Sędzia: Kevin Terry |
| Jim Rooney 50'    | 33' Matt McKeon · 56' Andrew Gregor      | (1:0) |                     | Lockhart Stadium, Fort Lauderdale, Floryda Widzów: 6 281 Sędzia: Kevin Terry |

| 226 września 2001                                    | Kansas City Wizards                                         | 3:0   | Miami Fusion |                                                                          |
|                                                      | Onandi Lowe 24' · Matt McKeon 31' (k) · Francisco Gomez 45' | (3:0) |              | Arrowhead Stadium, Kansas City, Missouri Widzów: 5 803 Sędzia: Alex Prus |
| Roy Lassiter 38' · Mike Burns 60' · Peter Vermes 80' | , 30' Pablo Mastroeni · 41' Ian Woan · 82' Diego Serna      | (3:0) |              | Arrowhead Stadium, Kansas City, Missouri Widzów: 5 803 Sędzia: Alex Prus |

| 329 września 2001 | Miami Fusion                                        | 2:1   | Kansas City Wizards |                                                                               |
|                   | Preki 14' · Chris Henderson 71'                     | (1:1) | 13' Onandi Lowe     | Lockhart Stadium, Fort Lauderdale, Floryda Widzów: 8 119 Sędzia: Gerry Corrie |
| Lazo Alavanja 42' | 16' Onandi Lowe · 65' Mike Burns · 90' Gary Glasgow | (1:1) |                     | Lockhart Stadium, Fort Lauderdale, Floryda Widzów: 8 119 Sędzia: Gerry Corrie |

Rywalizacje wygrało Miami FC wynikiem 6:3.

#### Para nr 3
| 123 września 2001  | Los Angeles Galaxy                                                                                    | 1:1   | MetroStars        |                                                                     |
|                    | Paul Caligiuri 63'                                                                                    | (0:1) | 29' Rodrigo Faria | Rose Bowl, Pasadena, Kalifornia Widzów: 11 580 Sędzia: Terry Vaughn |
| Paul Caligiuri 83' | 7' Daniel Hernández · 32' Adolfo Valencia · 65' Gilmar Batista · 90' Steve Jolley · 92' Orlando Perez | (0:1) |                   | Rose Bowl, Pasadena, Kalifornia Widzów: 11 580 Sędzia: Terry Vaughn |

| 226 września 2001 | MetroStars                                                    | 4:1   | Los Angeles Galaxy |                                                                               |
|                   | Rodrigo Faria 72', 80' · Mark Chung 75' · Adolfo Valencia 83' | (0:1) | 4' Sasha Victorine | Giants Stadium, East Rutherford, New Jersey Widzów: 12 817 Sędzia: Noel Kenny |
| Mike Petke 50'    | , 48' Greg Vanney                                             | (0:1) |                    | Giants Stadium, East Rutherford, New Jersey Widzów: 12 817 Sędzia: Noel Kenny |

| 329 września 2001                          | Los Angeles Galaxy                                                 | 4:2 (pd.)  | MetroStars               |                                                                      |
|                                            | Sasha Victorine 21', 33' · Adam Frye 56' · Mauricio Cienfuegos 98' | (2:0, 3:2) | 49', 60' Petter Villegas | Rose Bowl, Pasadena, Kalifornia Widzów: 6 154 Sędzia: Paul Tamberino |
| Mauricio Cienfuegos 39' · Danny Califf 71' | 55' Orlando Perez                                                  | (2:0, 3:2) |                          | Rose Bowl, Pasadena, Kalifornia Widzów: 6 154 Sędzia: Paul Tamberino |

Po trzech meczach mieliśmy do czynienia z remisem 4:4. Z tego powodu rozegrano dogrywkę którą wygrała drużyna Los Angeles Galaxy wynikiem 1:0 i to ta drużyna awansowała do kolejnej rundy.

#### Para nr 4
| 122 września 2001 | Columbus Crew           | 1:3   | San Jose Earthquakes                     |                                                                       |
|                   | Robert Warzycha 54' (k) | (0:3) | 5', 45' Landon Donovan · 31' Manny Lagos | Mapfre Stadium, Columbus, Ohio Widzów: 20 883 Sędzia: Ricardo Salazar |
| Michael Clark 24' | 19' Wade Barrett        | (0:3) |                                          | Mapfre Stadium, Columbus, Ohio Widzów: 20 883 Sędzia: Ricardo Salazar |

| 226 września 2001 | San Jose Earthquakes                                      | 3:0   | Columbus Crew |                                                                                       |
|                   | Manny Lagos 9' · Ronald Cerritos 68' · Landon Donovan 76' | (1:0) |               | Spartan Stadium, San Jose (Kalifornia), Kalifornia Widzów: 10 419 Sędzia: Kevin Stott |
|                   | 30' Robert Warzycha · 61' Mike Lapper · 90' Michael Clark | (1:0) |               | Spartan Stadium, San Jose (Kalifornia), Kalifornia Widzów: 10 419 Sędzia: Kevin Stott |

Rywalizacje wygrało San Jose Earthquakes wynikiem 6:1.

### Półfinał

#### Para nr 1
| 110 października 2001                     | Chicago Fire                                            | 1:1   | Los Angeles Galaxy |                                                                     |
|                                           | Eric Wynalda 32'                                        | (1:1) | 44' Luis Hernández | Soldier Field, Chicago, Illinois Widzów: 10 388 Sędzia: Kevin Stott |
| DaMarcus Beasley 52' · Evan Whitfield 60' | 45' Luis Hernández · 46' Adam Frye · 94' Paul Caligiuri | (1:1) |                    | Soldier Field, Chicago, Illinois Widzów: 10 388 Sędzia: Kevin Stott |

| 213 października 2001 | Los Angeles Galaxy                                     | 1:0 (pd.)  | Chicago Fire |                                                                  |
|                       | Peter Vagenas 94'                                      | (0:0, 0:0) |              | Rose Bowl, Pasadena, Kalifornia Widzów: 10 100 Sędzia: Alex Prus |
| Cobi Jones 51'        | 29' Dema Kovalenko · 36' C.J. Brown · 83' Jesse Marsch | (0:0, 0:0) |              | Rose Bowl, Pasadena, Kalifornia Widzów: 10 100 Sędzia: Alex Prus |

| 317 października 2001                                                                | Chicago Fire                         | 1:2 (pd.)  | Los Angeles Galaxy                         |                                                                      |
|                                                                                      | DaMarcus Beasley 30'                 | (1:1, 1:1) | 44' Danny Califf · 98' Mauricio Cienfuegos | Soldier Field, Chicago, Illinois Widzów: 13 444 Sędzia: Gerry Corrie |
| C.J. Brown 46' · DaMarcus Beasley 84' · Christo Stoiczkow 84' · Carlos Bocanegra 97' | 46' Luis Hernández · 65' Greg Vanney | (1:1, 1:1) |                                            | Soldier Field, Chicago, Illinois Widzów: 13 444 Sędzia: Gerry Corrie |

Rywalizacje wygrało Los Angeles Galaxy wynikiem 4:2.

#### Para nr 2
| 110 października 2001                                       | Miami Fusion                               | 1:0   | San Jose Earthquakes |                                                                                 |
|                                                             | Preki 53'                                  | (0:0) |                      | Lockhart Stadium, Fort Lauderdale, Floryda Widzów: 9 236 Sędzia: Paul Tamberino |
| Ivan McKinley 14' · Pablo Mastroeni 23' · Johnny Torres 88' | 15' Richard Mulrooney · 19' Landon Donovan | (0:0) |                      | Lockhart Stadium, Fort Lauderdale, Floryda Widzów: 9 236 Sędzia: Paul Tamberino |

| 214 października 2001                                                       | San Jose Earthquakes                                                           | 4:0   | Miami Fusion |                                                                                              |
|                                                                             | Landon Donovan 16' · Ian Russell 57' · Manny Lagos 69' · Dwayne De Rosario 89' | (1:0) |              | Spartan Stadium, San Jose (Kalifornia), Kalifornia Widzów: 16 119 Sędzia: Ricardo Valenzuela |
| Zak Ibsen , 23' · Ronald Cerritos 26' · Jeff Agoos 27' · Landon Donovan 54' | 8' Jim Rooney · 23' Diego Serna · 74' Ivan McKinley                            | (1:0) |              | Spartan Stadium, San Jose (Kalifornia), Kalifornia Widzów: 16 119 Sędzia: Ricardo Valenzuela |

| 317 października 2001             | Miami Fusion                           | 0:1 (pd.)  | San Jose Earthquakes |                                                                               |
|                                   |                                        | (0:0, 0:0) | Troy Dayak           | Lockhart Stadium, Fort Lauderdale, Floryda Widzów: 11 242 Sędzia: Kevin Terry |
| Ian Bishop , 82' · Jim Rooney 92' | 26' Jimmy Conrad · 90' Ramiro Corrales | (0:0, 0:0) |                      | Lockhart Stadium, Fort Lauderdale, Floryda Widzów: 11 242 Sędzia: Kevin Terry |

Rywalizacje wygrało San Jose Earthquakes wynikiem 5:1.

### Finał
| 21 października 2001 12:30 EDT | Los Angeles Galaxy · Luis Hernández 21'         | 1:2 d.1:1, 1:1raport | San Jose Earthquakes · 43' Landon Donovan · 96' Dwayne De Rosario | Mapfre Stadium, Columbus, Ohio Widzów: 21 626 Sędzia: Kevin Stott |
|                                | kartki: · Paul Caligiuri 48' · Danny Califf 76' |                      | kartki: · 28' Jimmy Conrad · 78' Ronnie Ekelund · 83' Zak Ibsen   |                                                                   |